# Carex lasiocarpa
Carex lasiocarpa Ehrh. es una especie de planta herbácea de la familia Cyperaceae.

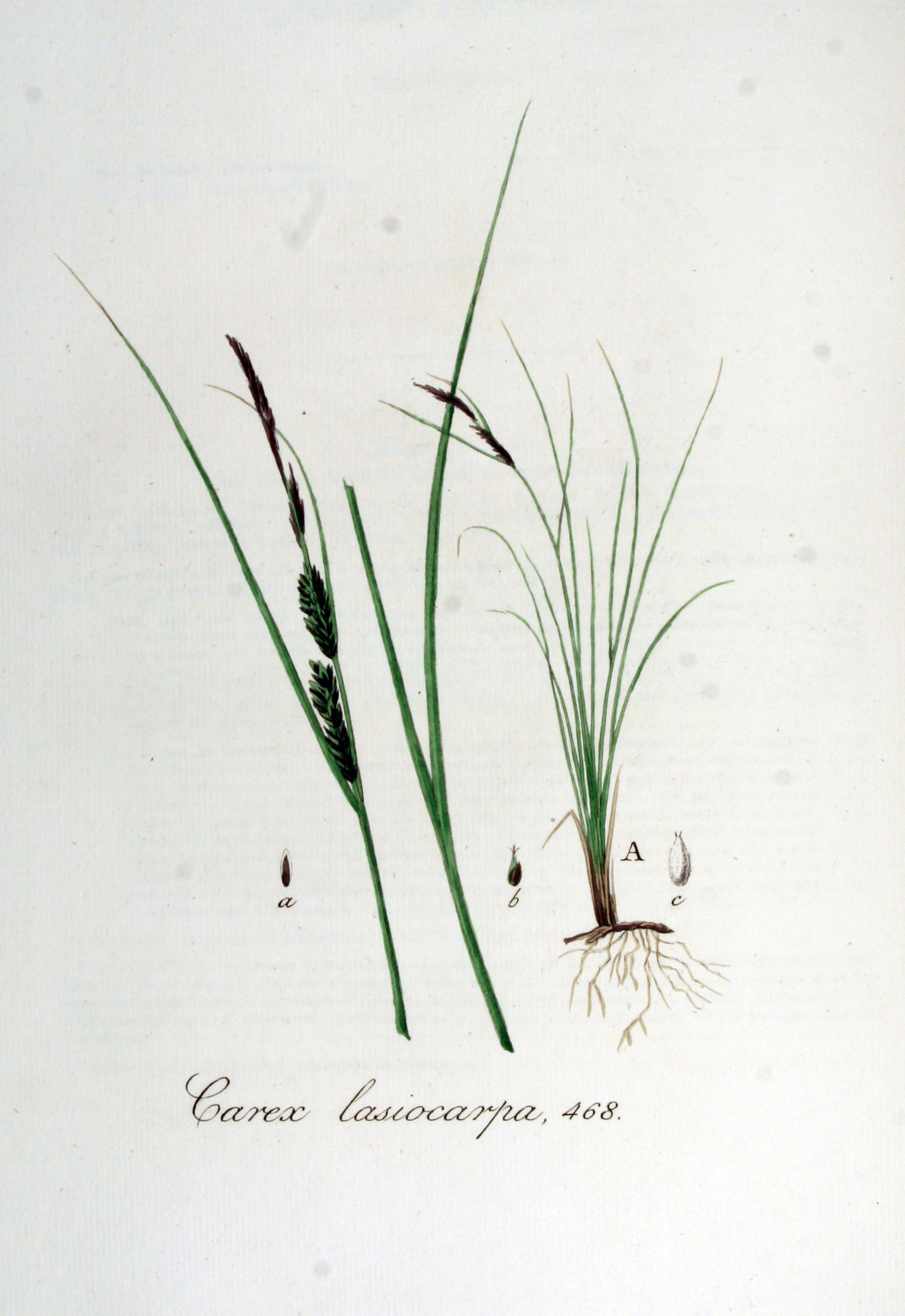
Ilustración

## Hábitat
Se trata de una planta acuática o de tierra, natural de las zonas húmedas en las zonas montañosas de altitud moderada. Se encuentra en gran parte de América del Norte y Eurasia.  Es colonial, formando gruesas esteras flotantes en el agua en los humedales,  está en la costa y orilla de los lagos.

## Descripción
Desde un  rizoma que tiene tallos erguidos que pueden exceder de un metro de altura y muy largo con muy delgadas hojas. El tallo tiene espigas en la punta que son largas y mullidas.  La espiga  vagamente se parece a una pequeña mazorca de maíz de color marrón púrpura, con varios ovarios que forman cada fruta.

## Taxonomía
Carex lasiocarpa fue descrita por  Jakob Friedrich Ehrhart y publicado en Hannoverisches Magazin 22: 132. 1784.
Etimología
Ver: Carex
lasiocarpa; epíteto latino  que significa "fruta lanuda".
Variedades
- Carex lasiocarpa var. americana Fernald
- Carex lasiocarpa var. lasiocarpa
- Carex lasiocarpa var. occultans (Franch.) Kük.[3]